# عیسی بهنام
عیسی بهنام(۱۲۸۵ تهران - ۹ آذر ۱۳۶۳ تهران) از بنیانگذاران رشتهٔ باستان‌شناسی دانشگاه تهران، از پایه‌گذاران موزه مردم‌شناسی تهران و از چهره‌های جهانی در باستان‌شناسی و هنر ایران بود.

## زندگی
عیسی بهنام در سال ۱۲۸۵ در تهران به دنیا آمد. وی تحصیلات ابتدایی را در مدرسهٔ آلیانس و تحصیلات متوسطه را در دبیرستان‌های تهران به پایان رسانید و دیپلم خود را در رشته ادبی به پایان رساند. در سال ۱۳۰۸ به همراه نخستین گروه دانشجویان رشتهٔ باستان‌شناسی به فرانسه اعزام شد و در مدت هشت سال اقامت خود در فرانسه، دورهٔ تحصیلی مدرسهٔ لوور را در باستان‌شناسی پیش از تاریخ به پایان برد و به اخذ درجهٔ لیسانس از دانشکدهٔ ادبیات در همین رشته و درجهٔ دیپلم از مؤسسهٔ هنر و باستان‌شناسی توفیق یافت. در سال ۱۳۱۶ وزارت فرهنگ او را برای افتتاح موزه ایران باستان به ایران فرا خواند و به این خاطر نتوانست رسالهٔ دکتری خود را به پایان رساند.

بهنام در ۱۳۱۸ به همراه علی سامی، مأمور کاوش در تخت جمشید شد و از همین سال تا ۱۳۲۵ موزه‌دار موزه ایران باستان بود. در ۱۳۱۹ به خدمت وزارت فرهنگ درآمد و به جای اریخ اشمیت ریاست هیئت علمی و گروه پژوهشی تخت جمشید را بر عهده گرفت. در سال ۱۳۲۰ به تدریس در دانشگاه تهران پرداخت و رشتهٔ باستان‌شناسی را پایه‌گذاری کرد. وی چندی نیز منشی‌گری و مترجمی سفارت افغانستان در تهران را بر عهده داشت. او افزون بر استادی دانشگاه، در شورای موزه‌های ایران، پُرکار و در کنگره مردم‌شناسی در پاریس سخنگو بود. همچنین او نماینده ایران برای بردن اشیا وابسته به نمایشگاه هفت هزار سال هنر ایران در پاریس بود. از دیگر کارکردهای او می‌توان از نمایندگی ایران برای برپایی نمایشگاه نقاشی در مسکو و لنینگراد و پایه‌گذاری موزه مردم‌شناسی در ایران نام برد.»

در سال ۱۳۳۳ با اخذ درجهٔ معادل دکتری از شورای دانشگاه تهران، به دانشیاری دانشکدهٔ ادبیات و پس از آن به استادی ارتقا یافت. وی ۲۳ سال در دانشگاه تدریس کرد.
عیسی بهنام چندین روز پس از مرگ همسرش، در روز آدینه ۹ آذر ماه سال ۱۳۶۳ خورشیدی درگذشت.